# 이스다렌의 여인
이스다렌의 여인(노르웨이어: Isdalskvinnen)은 1970년 11월 29일, 노르웨이의 베르겐에서 발생한 미제 사건이다. 베르겐의 울리켄 산(Mt. Ulriken)에 위치한 이스다렌 계곡에서 30~40대로 추정되는 신원 불명의 여성이 나체 상태로 불에 탄 시신으로 발견된 사건으로 2023년 현재 사건 발생 52년이 되도록 해결되지 못한 상태다. 시신 주변에서 불에 탄 여권이 발견되었고 사망자가 총 8개의 여권을 돌려가며 사용한 것으로 밝혀졌으나 이 8개의 여권 모두 위조 여권으로 밝혀져 현재까지도 여성의 신원은 밝혀지지 않은 상태이다. 1948년 오스트레일리아에서 일어난 타맘 슈드 사건과 여러 모로 유사성을 보이고 있다.

## 사건 일지

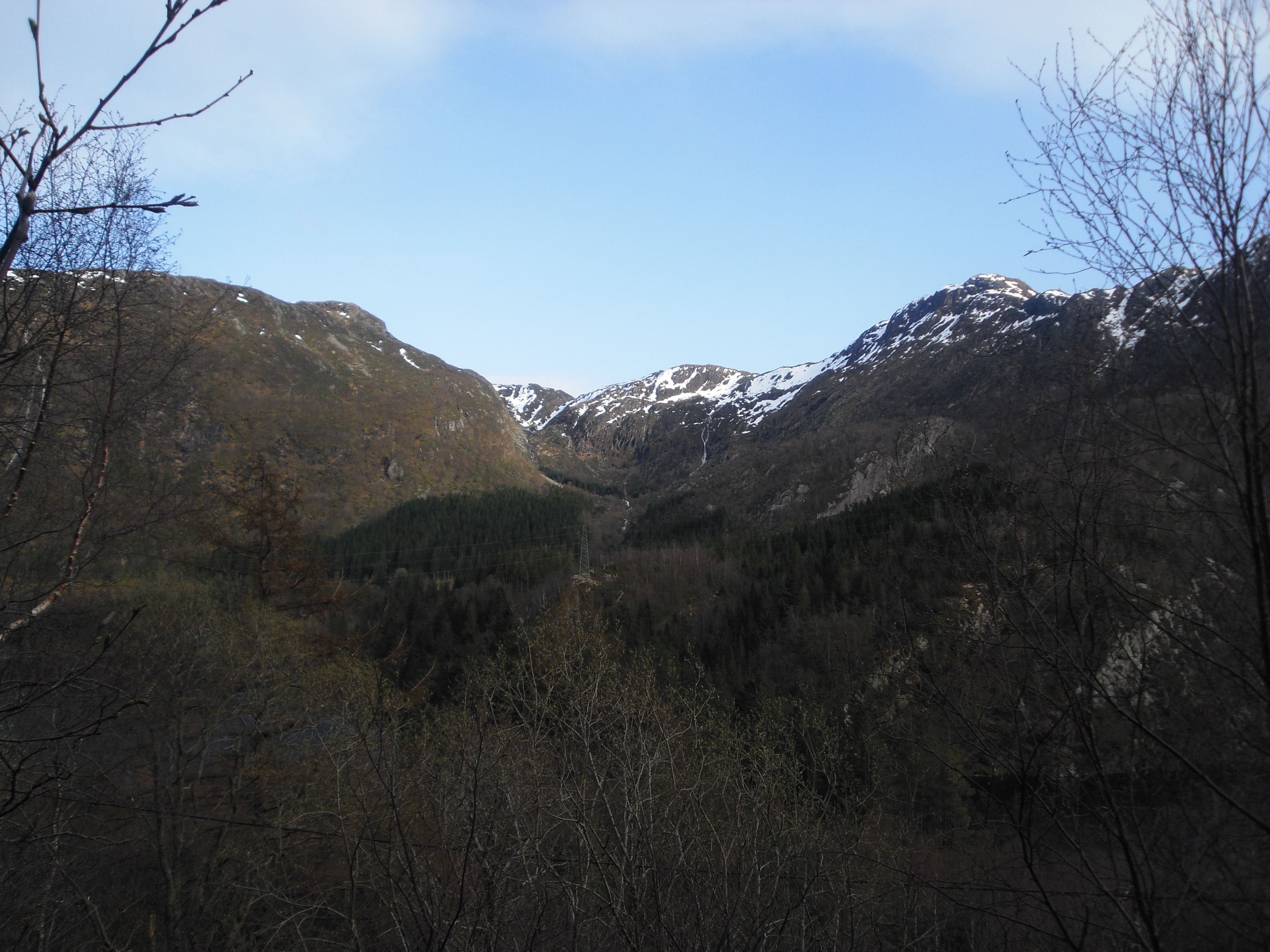
사건이 발생한 노르웨이의 이스다렌 계곡

1970년 11월 29일, 베르겐 근교에 위치한 울리켄(Ulriken) 산 북쪽의 작은 언덕을 하이킹하던 한 남자와 두 딸이 이스다렌 계곡에서 바위들 사이에 숨겨진 채 일부가 불에 탄 나체의 여성 시신 1구를 발견하면서 이 사건이 세상에 알려지게 되었다. 시신 주변에는 분홍색 페노바비탈 수면제 1다스와 도시락, 세인트 할바드(St. Hallvards) 술병, 휘발유 냄새가 나는 플라스틱 병 2개, 모노그램이 지워진 은색 숟가락이 있었다. 시신을 발견한 남자는 곧바로 시내로 돌아가 노르웨이 경찰에 신고했다. 신고를 받은 경찰은 법의학자와 경찰견을 이끌고 시신이 발견된 이스다렌 골짜기로 향했다. 현장을 조사한 그들은 이후 불타버린 여권 하나를 추가로 발견했다. 시신 부검 결과 여성의 사인은 일산화탄소 중독으로 밝혀졌다. 한 가지 특이한 점은 그녀의 몸 안에서 채 녹지 않은 수면제 50알이 검출되었다는 것이다. 목에는 타격에 의한 타박상이 있었고 지문은 갈라져 있었다. 그리고 사망자의 치아를 봤을 때 그녀가 남아메리카에서 치과 치료를 받은 것으로 보이는 흔적이 발견되었으나 어느 나라 출신인지 알려주는 정보가 되진 못했다.
경찰은 우선 사망자의 신원을 파악하는데 주력했다. 사건 현장에는 죽은 여성의 것으로 보이는 여권이 발견되었으나 이미 모두 불에 타버렸기에 쓸모가 없었다. 또 시신 주변에서 사망자가 착용했던 것으로 보이는 의류가 발견되었는데 불에 타지는 않았지만 상표 라벨과 네임태그가 모두 제거되어 있었다. 그 뿐 아니라 모든 소지품 마크는 물론이요, 플라스틱 병 바닥의 라벨조차도 모두 박박 긁혀서 제거되어 있었다. 마치 사망자의 신원을 의도적으로 감추려는 것으로 보였다. 하지만 경찰은 오히려 수사 인력을 더 늘려서 죽은 여성의 신원을 밝히는데 더욱 집중했다. 그리고 사건 발생 후 3일이 지난 12월 2일에 베르겐 기차역 짐 보관소에서 죽은 여성의 여행가방 2개를 찾아내는데 성공했다. 그리고 그 중 하나에서 사망한 여성이 착용했던 선글라스가 발견되었는데 경찰은 이 선글라스에 찍힌 여성의 지문을 확보하는데 성공했다.
그러나 선글라스의 지문을 제외하면 이 2개의 여행가방은 오히려 더 큰 의문점들만 더해주었다. 여성의 여행가방 안에 든 소지품은 결코 일반인의 소지품이라고 보기엔 어려운 것들이었다. 가방 속 소지품은 500독일 마르크와 130노르웨이 크로네가 있었고 의류들이 여러 벌 있었는데 현장에서 발견된 것과 마찬가지로 모든 라벨과 태그가 제거되어 있었다. 그리고 연고가 하나 있었는데 그 연고 역시 처방한 의사 이름과 처방한 날짜가 모두 박박 긁혀서 제거된 상태였다. 가방 안의 머리빗 역시 생산 정보가 지워져 있었고 사건 현장에서 발견된 것과 똑같은 모노그램이 지워진 은색 숟가락이 있었고 또 특별한 스타일의 이탈리아 풍 드레스 1벌 그리고 가발과 안경 등이 있었다. 모두 변장에 용이한 도구들이라 마치 자신의 정체를 숨기려는 사람의 소지품 같았다. 여기에 더해서 수수께끼 같은 메모장이 있었다. 암호로 작성된 메모는 죽은 여자가 방문했던 장소의 리스트로 결론이 났다.

## 목격자의 증언들
이스다렌 여성의 짐을 조사하던 경찰은 짐들 속에서 한 이탈리아인 사진 작가의 사진엽서를 발견하게 되었다. 경찰은 이 엽서를 건넨 그 사진작가를 찾아가 죽은 여성에 대해 물었다. 그러자 그 사진작가는 죽은 여성을 노르웨이 로엔에 위치한 알렉산드라 호텔(Alexandra Hotel)에서 만났고 같이 저녁식사를 한 적도 있다고 했다. 죽은 여성은 그에게 자신이 남아프리카공화국 요하네스버그의 북쪽에 위치한 어느 작은 마을 출신이며 노르웨이의 아름다운 풍경에 반해 6개월 전에 그 풍경들을 눈에 담으려고 노르웨이에 왔다고 말했다고 한다. 하지만 그것 외에는 그 이탈리아인 사진작가에게서 얻을 수 있는 추가적인 단서는 없었다.
목격자들의 증언에 따르면 죽은 여성은 가발을 쓰고 다녔고 프랑스어, 독일어, 네덜란드어 그리고 영어를 구사했다고 한다. 또한 베르겐 시내에 위치한 호텔 여러 곳을 전전하며 지냈고 체크인을 한 이후엔 수시로 방을 옮겨다녔다고 한다. 호텔 직원들의 증언에 따르면 어느 곳에서는 자신이 현재 노르웨이를 여행하는 중인 세일즈우먼이라고 했는데 또 다른 곳에서는 앤티크 가구 수집가라고 하는 등 여러 차례 말이 바뀌었다. 또 이 여성이 오트밀과 우유를 자주 주문했던 기억도 있었다. 또 다른 증인의 증언에 따르면 죽은 여성이 베르겐 호텔에서 어떤 남자와 대화를 했는데 독일어로 "난 곧 올 거예요."라고 말했다고 한다. 그녀를 만난 또 다른 목격자는 그녀가 플람스어와 유창하지 못한 영어로 이야기하는 걸 들었으며 몸에서 마늘 냄새가 났다고 했다. 그 밖에 그녀를 봤거나 만났던 사람들 모두가 하나 같이 그녀가 가발을 썼다고 말했다.
사망자의 마지막 행적은 베르겐의 호르다헤이멘(Hordaheimen) 호텔로 드러났다. 그녀는 11월 19일부터 24일까지 호르다헤이멘 호텔 407호에서 투숙했다고 한다. 호텔 직원은 죽은 여성이 30~40대로 보였으며 키는 164cm 정도였으며 눈은 작고 엉덩이가 컸으며 굉장한 미인이었다고 한다. 사망자를 보았던 한 투숙객은 그녀가 노르웨이 브랜드 담배인 사우스스테이트(Southstate)를 피웠다고 진술했다. 죽은 여성은 11월 23일에 체크아웃을 했고 계산은 현금으로 했다고 한다. 그리고 택시를 불러서 타고 나간 것이 그녀에 관한 마지막 목격담이었다. 그 이후부터 시신으로 발견된 11월 29일까지 6일 간의 행적에 대해선 알 길이 없었다.
이렇게 죽은 여성에 대해 여러 가지 목격담들이 나왔지만 신원 파악을 위한 결정적인 단서는 좀처럼 나오지 않았다. 경찰 조사 결과 자필로 쓴 체크인 양식에 기반해 경찰은 이스다렌의 여인이 노르웨이(예를 들어 오슬로, 트론헤임, 스타방에르)와 유럽(파리) 여러 곳을 최소 8개의 위조 여권과 가명으로 여행했다고 결론을 내렸다. 생일과 직업 같은 세부 사항은 하나의 형태에서 다른 것으로 바뀐 데 반해 그녀는 일관되게 자신의 국적을 벨기에인이라고 했으며 서식은 독일어나 프랑스어로 작성되었다.
그러던 중 사망자의 마지막 6일 간 행적 중 일부가 목격자들의 증언으로 확인되었다. 이스다렌 계곡 근처에 사는 한 남성이 사망자의 몽타주를 보고 직접 경찰서에 찾아와 증언했다. 그의 증언에 따르면 11월 24일에 자신이 친구와 함께 울리켄 산에 하이킹을 하러 갔는데 그 때 이스다렌 계곡 근처에서 죽은 여성이 외국인으로 보이는 검은 코트의 남성 2명과 함께 있는 것을 봤다고 진술했다. 이 남성이 사망자를 또렷이 기억하는 이유는 그녀의 옷차림이 등산을 하는데는 전혀 어울리지 않는 우아한 복장을 하고 있었기 때문이었다. 그의 말에 따르면 죽은 여성은 공포에 질린 듯한 얼굴을 했고 그들이 서로 지나쳤을 때 죽은 여성이 뭔가 말하는 듯한 입 모양을 했지만, 자기를 뒤따르는 남성들에게 공포를 느끼는 듯 보였다고 했다. 이 제보가 사실이라면 사망자는 1970년 11월 24일~29일 사이에 이 산에서 사망한 것으로 볼 수 있었다.

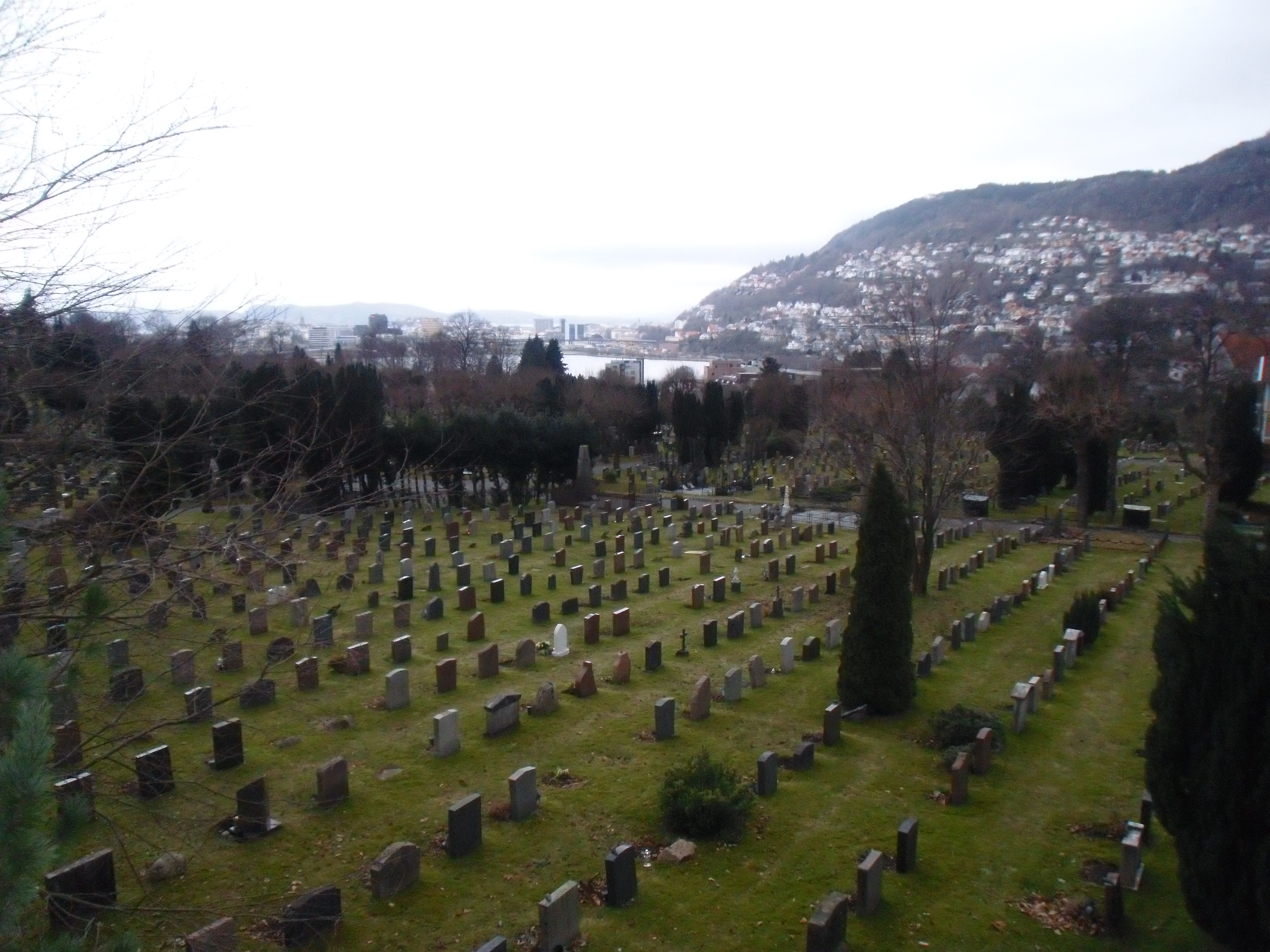
이스다렌의 여인이 묻힌 묄렌달 공동묘지

한편, 이 여성을 호르다헤이멘 호텔에서 베르겐 기차역까지 태우고 간 택시 기사는 좀처럼 발견되지 않았다. 그 때문에 그녀가 시신으로 발견된 그 고립된 곳까지 어떻게 갔는지도 도무지 알 수가 없었다. 1991년에 익명을 지켜줄 것을 요구한 한 택시 기사가 호텔에서 모르는 한 여성을 태우고 베르겐 기차역까지 데려다 줬는데 그 때 그 여자가 기차역에서 다른 남자들과 합류했다고 증언했다. 이렇게 사망자에 대해 여러 가지 증언이 나왔지만 끝내 신원을 알 수 있을 만한 정보는 나오지 않았다. 결국 노르웨이 경찰은 이스다렌 계곡의 여성이 누구인지를 밝혀내는데 실패하고 말았다. 베르겐 경찰 몇 명만이 참석한 채 치러진 조촐한 장례식을 끝으로 사망자는 이름도 모른 채 베르겐의 묄렌달 공동묘지에 묻혔다. 현재까지도 사망자는 이름 없이 이스다렌의 여인이라고만 불리고 있다.

## 죽은 여자의 정체는 무엇인가?
사건의 진행에 따라 증폭되는 의문은 죽은 여성의 정체였다. 최소 8개의 가명과 위조 여권을 사용한 점과 소지품에 가발, 안경 등 변장 도구들이 있었다는 점은 분명히 그녀가 일반인은 아니라는 것을 말해준다. 보통 가명을 쓰거나 변장을 하는 것은 자신의 정체를 숨겨야 할 필요성이 있는 인물들이 보이는 모습이다. 그런 점에서 볼 때 이스다렌의 여인은 적국의 스파이이거나 국제 범죄조직의 일원이었을 가능성이 크다는 게 중론이다. 특히 1970년은 냉전 시대였고 노르웨이는 북대서양조약기구에 가입한 서방 세계 국가였다. 과거 동구권 국가에서 서방 국가에 스파이들을 파견하는 일이 잦았다는 점을 감안하면 이스다렌의 여인 역시 동구권 국가에서 파견된 스파이일 가능성이 높다. 대개 첩보원들은 첩보 활동이 발각되었을 때를 대비해 신원 정보에 대한 기록을 말소한다고 한다. 여성의 신원에 대해 전혀 알 길이 없는 것 역시 그녀가 첩보원이기 때문일 가능성이 크다는 것이 스파이 설의 주된 이론이다. 또 사망자가 독일어에 능통했다는 점을 고려할 때 이스다렌의 여인은 동독에서 파견된 스파이일 것이라는 게 중론이다.

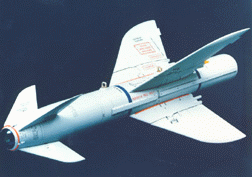
이스다렌의 여인이 조사하고 다녔던 것으로 보이는 노르웨이의 펭귄 미사일

그리고 노르웨이 국방부의 기밀 해제된 기록에 따르면 충격적인 우연의 일치를 가져왔는데 그 무렵에 노르웨이의 펭귄 미사일 실험의 최고 기밀에 관한 서신을 주고받는 것으로 보이는 많은 낯선 사람들의 움직임이 있었다는 것이다. 심지어 한 어부는 스타방에르에서 이스다렌의 여인이 군사 행동을 관찰하는 것을 알고 있었다고 말했다. 또 노르웨이는 1960년대에 군사 작전과 관련하여 국제 첩보 행위의 흔적을 상기시키는 또 다른 이상한 실종사건을 경험하기도 했다. 이렇게 사건이 일어났을 당시의 냉전이라는 시대적 배경과 8개나 되는 위조 여권을 사용하였던 그녀의 수상쩍은 행적 그리고 소지품 속 변장 도구들과 암호문, 이 여인이 군사 행동을 관찰하는 것을 보았다는 증언 등을 토대로 미루어 볼 때 이스다렌의 여인의 정체는 첩보원일 가능성이 농후하다고 할 수 있다.

## 자살설과 타살설
또 하나 생기는 의문은 이 여성이 자살했는지 살해당했는지 여부이다. 당시 수사당국에서는 이 여성이 자살했다고 잠정 결론을 내렸다. 사망자의 피에서 검출된 수면제 50알이 근거였다. 물론, 사망자의 직접적인 사인은 일산화탄소 중독이었고 이 수면제는 녹지 않은 상태로 검출되었기에 직접적인 사망 원인은 아니었다. 그러나 본인의 의지가 있지 않고선 그 많은 수면제를 삼켰음을 설명할 방법이 없다는 게 자살설의 주된 근거였다. 그 때문에 공식적인 수사 결과는 이 여성은 자살을 한 것으로 되어 있고 단지 아직까지 그녀의 신원이 파악되지 않은 상태이기 때문에 미제 사건으로 남아 있다.
한편, 타살설도 만만찮다. 11월 24일에 죽은 여성이 이스다렌 계곡 근처에서 어떤 2명의 남자와 함께 있었고 그 때 그녀가 겁에 질린 표정을 하고 있었다는 등산객의 증언이 사실이라면, 스파이로 추정되는(혹은 범죄조직의 일원으로 추정되는) 이스다렌 계곡의 여인이 어떤 임무에 실패해서, 그 대가로 죽음을 강요받았을 가능성도 있다는 것이다. 설령 사망자가 스스로 수면제를 50알이나 삼켰다고 해도, 자신의 의지가 아니라 타인의 강박에 의한 선택일 가능성이 더 크다는 게 타살설 측의 주장이다. 수사 당국에서는 자살설을 내놓고 있지만 대다수 일반인들은 타살설을 좀 더 신빙하는 듯하다.

## 근황
노르웨이 경찰은 현재까지도 이스다렌의 여인이 누구인지 계속해서 조사를 벌이고 있다. 그리고 사건 발생 후 46년이 지난 2016년에 사망자의 앞니에서 DNA를 채취하는데 성공했다. 그녀의 DNA를 분석한 결과 서유럽계 출신으로 보인다는 결과가 나왔다. 다음 해에 실시한 2017년에 치아 동위원소 조사 결과에서 이스다렌의 여인은 1930년대에 독일의 뉘른베르크 인근에서 태어난 것으로 보이나 유년기에 프랑스 혹은 프랑스-독일 국경지대로 이사를 간 것으로 보인다고 밝혔다. 그리고 그녀의 필적을 감정한 결과에서도 역시 그녀가 프랑스 혹은 그 인근 국가에서 교육을 받았을 가능성이 있다고 나왔다. 위의 조사 결과들을 종합해 보면 이스다렌의 여인은 독일 태생이나 프랑스에도 거주한 경험이 있었던 인물이라고 볼 수 있다. 생전에 그녀를 본 목격자들이 그녀가 하나같이 독일어와 프랑스어에 능통했다고 증언한 것과 부합하는 조사 결과라고 할 수 있다. 또 그녀의 치아를 조사한 결과 그녀는 동아시아, 중부 유럽, 남유럽 혹은 남아메리카에서 치과 치료를 받았을 것이란 결과가 나왔다.
2018년에 NRK와 BBC가 공동으로 발표한 팟캐스트 시리즈"Death in Ice Valley"에서는 목격자들과 포렌식 과학자들의 인터뷰를 포함하여 여성의 정체를 추적한 결과 이스다렌의 여인은 1930년대 혹은 1940년대 초반에 독일 남부 혹은 프랑스와 독일의 국경지대에서 태어났을 것이라고 했다. 현재까지의 연구 결과를 종합하면 이스다렌의 여인은 독일 남부 태생이며 유년기에 프랑스 혹은 프랑스와 독일 국경지대로 이주해 그곳에서 성장했고 후에 첩보원이 되었으며 주로 노르웨이 등지에서 첩보 활동을 하다가 1970년에 베르겐 울리켄 산의 이스다렌 계곡에서 사망한 것으로 정리할 수 있다.

## 유사 사건

### 제니퍼 페어게이트 사건
이 사건이 있고 25년이 지난 1995년에 노르웨이의 수도 오슬로에 위치한 플라자 호텔에서 신원 불명인 여성의 미스터리한 죽음이 있었다. 1995년 6월 3일에 오슬로 플라자 호텔 2805호실 안에서 여성의 시신이 발견되었다. 그녀는 그 호텔에 '제니퍼 페어게이트(Jennifer Fairgate)'라는 가명으로 체크인했다. 그녀의 죽음은 손에서 발견된 브라우닝 9mm 권총으로 인한 자살로 판결되었다. 그러나 발사 잔여물과 그녀의 손에 피가 부족했기에 사인에 대해 의문점이 제기되었다. 호텔 객실에선 사망자의 신분증이 발견되지 않았고 권총의 일련번호는 긁혀 있었다.
검시 결과 그 여성은 대략 30세 정도(그녀는 자신의 나이를 21세라고 주장하며 나이를 속였다.), 신장은 160cm(5피트 3인치), 체중은 66.7kg(147파운드) 정도였고 푸른 눈에 흑색 단발 머리를 했다고 결정했다. 그녀는 아주 많은 치과치료를 받았는데 금과 도자기로 받은 것으로 보아 부유한 가정 환경인 것으로 보였다. 그녀의 소지품들엔 하나를 제외하고 브랜드 태그가 모두 제거된 비싼 옷들이 포함되어 있었다.
그녀의 살아 있는 모습이 마지막으로 목격된 것은 전 날 저녁 8시 6분에 룸 서비스를 주문했을 때였다. 크리스틴 안데르센(Kristin Andersen)은 그 여성에게 음식을 배달했고 그녀가 머물고 있는 방이 '거의 살균된' 상태였다는 걸 알아차렸다. 그녀는 안데르센이 떠나기 전에 그녀에게 팁으로 50노르웨이 크로네(5.51달러)를 주었다.
2016년 11월에 그녀의 시신이 DNA 프로필 수집을 시도하기 위해 발굴되었다. 2017년 6월에 DNA가 그녀의 시신에서 성공적으로 추출되었다.
그녀의 죽음의 특이한 정황은 2020년 10월에 개봉한 '넷플릭스의 풀리지 않은 미스터리들(Netflix's Unsolved Mysteries)' 시즌 1 2회에서 보도되었다.

## 같이 보기
- 타맘 슈드 사건
- 페터 베르크만 사건